# علی میثم نظری
علی میثم نظری سیاستمدار اهل افغانستان است. وی مسئول روابط خارجی جبههٔ مقاومت ملی افغانستان می‌باشد.